# Бурума
Бурума (яп. ブルマー, от англ. bloomers — рус. блумеры) — общее название для женских гимнастических шорт в японском языке. В современной культуре под бурума подразумеваются преимущественно сильно укороченные шорты, которые являлись частью спортивной формы для девочек в японских школах с середины 1960-х до начала 2000-х годов и вышли из употребления из-за давления общественности.

## Появление и расцвет популярности
В начале XX века педагог Акури Инокути (1871—1931) была послана правительством Японии на обучение в колледж Смит, находящийся в США. Её целью было изучение новых способов спортивного воспитания женщин, в результате чего в 1903 году она привезла на родину гимнастику, баскетбол, и среди прочей одежды блумеры — женские гимнастические шорты, удобные для физических упражнений. Само слово бурума является транслитерацией английского слова bloomers (рус. блумеры).
В течение десятилетий внешний вид японских блумеров менялся. Они становились постепенно короче ради удобства передвижения. Промежуточным вариантом на пути к укороченным шортам были тётин-бурума — блумеры с надутыми штанинами, длиною до середины бедра. Штанина была похожа на традиционный бумажный фонарь, из-за чего шорты были названы тётин (яп. 提灯 — рус. фонарь). С середины 1960-х блумеры резко начали принимать свой наиболее известный вид — короткие облегающие шорты, известные как питтари-бурума. Популярность таких шорт была вызвана выступлением иностранных женских волейбольных команд на летних Олимпийских играх в Токио в 1964 году. Иностранные игроки носили достаточно короткую и откровенную по тем временам форму, привлекая всеобщее внимание, в отличие от японской сборной, чья одежда была более свободной.

## Применение в школах

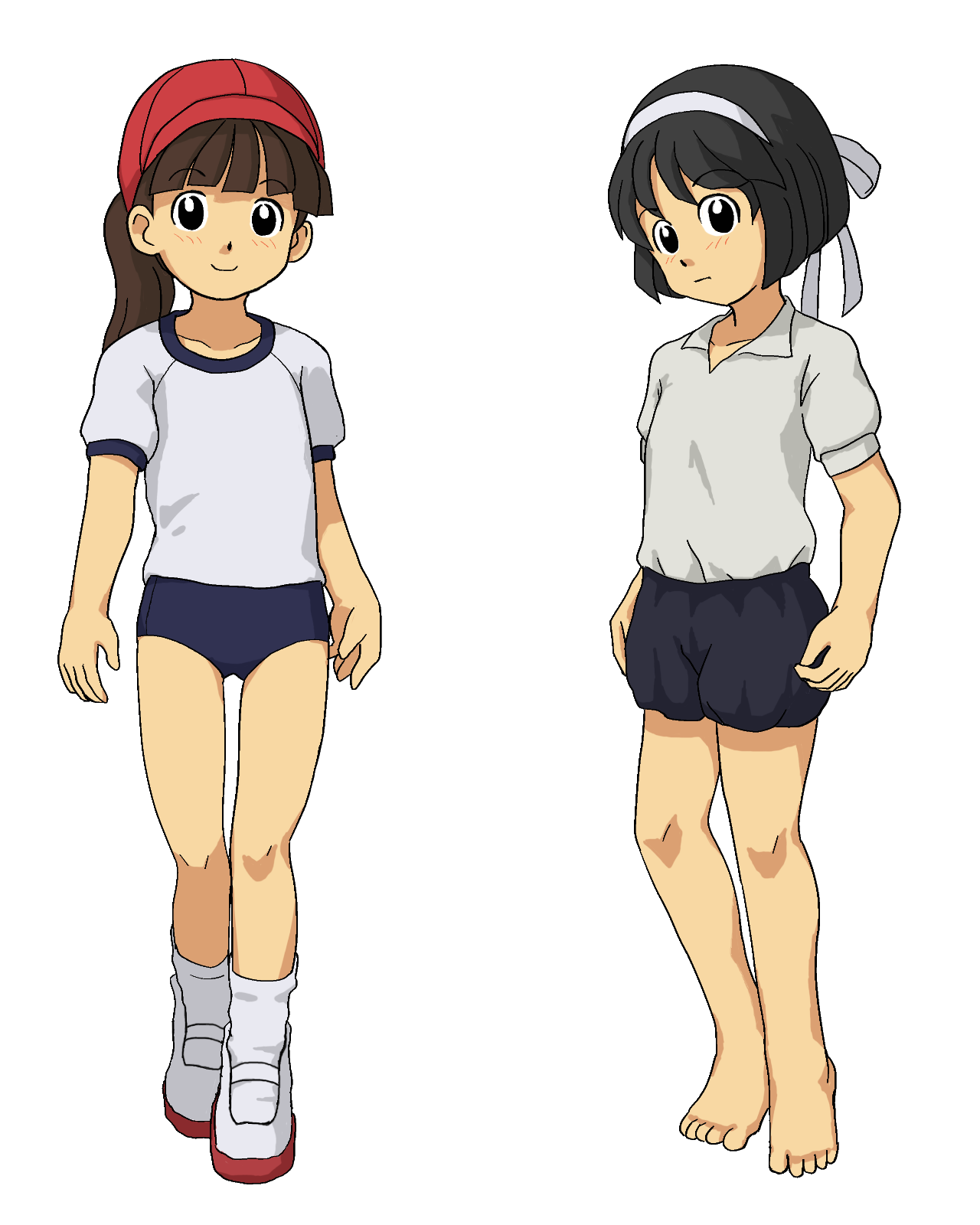
Слева — девушка в питтари-бурума, справа — в тётин-бурума.

Правительство Японии никогда не регулировало нормы спортивной формы в школах, поэтому те сами назначали стандарт одежды для учеников, руководствуясь удобством ношения и экономией. В итоге их выбор пал на питтари-бурума. На это повлияло, во-первых, снижение стоимости трикотажных изделий в связи с развитием производства в стране синтетического волокна, и, во-вторых, популярность манги, посвящённой волейболу, Attack No. 1 (1968—1970) за авторством Тикако Урано, где главные персонажи носили тот самый короткий вариант бурума.
При всём удобстве такие бурума имели серьёзные недостатки. Например, шорты не всегда полностью закрывали нижнее бельё, что доставляло неудобства учащимся, создавая ситуацию хамипан (яп. ハミパン) — разговорное сокращение от слов хамидасу (яп. はみ出す — рус. торчать) и панцу (яп. パンツ — рус. трусы). Однако жалобы по поводу откровенной формы как правило игнорировались. Первый громкий случай протеста произошёл в 1993 году в сингапурской японской школе. Тогда ученицы открыто выступили против введения бурума в качестве обязательной формы. В частности они жаловались на то, что их внешний вид привлекает нежелательное внимание во время занятий физкультурой, но школьное руководство сочло их протест эгоистичным. Описание этого инцидента попало в японскую прессу, в результате чего редакция получила множество писем от женщин, солидарных протесту и испытавших неприятный опыт ношения бурума в школе.
На волне общественного возмущения в последующие 5—10 лет быстро снизилось количество школ, использовавших бурума в качестве формы, и в настоящее время они практически не используются. Как правило, бурума были заменены на более длинные спортивные унисекс-шорты. Сейчас питтари-бурума в качестве школьного атрибута продолжает существовать как часть культуры аниме и манги.